# 耶克斯海姆
耶克斯海姆是德国下萨克森州的一个市镇。总面积17.47平方公里，总人口1140人，其中男性519人，女性621人（2011年12月31日），人口密度65人/平方公里。